# エスタディオ・カルロス・オソーリオ
エスタディオ・カルロス・オソーリオ（Estádio Carlos Osório）は、ポルトガル・アヴェイロ県のオリヴェイラ・デ・アゼメーイスにあるサッカースタジアム。

## 概要
完成は1932年で収容人数は1,750人。リーガ・ポルトガル2 SABSEGのUDオリヴェイレンセの本拠地として使用している。スタジアムの名称は自分の土地にスタジアム建設を許可したカルロス・オソーリオという地元の村人に由来。
2007-08シーズンにオリヴェイレンセが3部から2部へ昇格した際に、LPFPはクラブにスタジアムの改造と改修を指示した。